# Salzburger Nockerln
Les Salzburger Nockerln sont un soufflé consommé comme dessert, spécialité de la ville de Salzbourg en Autriche.
Selon la légende, les Nockerln (du bavarois : Nock, « butte », cf. Gnocchi) ressemblant aux collines situées dans la ville de Salzbourg sont une création de Salomé Alt (1568-1633), la maîtresse de l'archevêque Wolf Dietrich de Raitenau. Le dessert gagna en popularité grâce à l'opérette Saison in Salzburg de Fred Raymond créée en 1938.